# Баришано
Баришано (итал. Barisciano) је насеље у Италији у округу Л'Аквила, региону Абруцо.
Према процени из 2011. у насељу је живело 1250 становника. Насеље се налази на надморској висини од 935 м.

## Становништво
| 1931. | 1936. | 1951. | 1961. | 1971. | 1981. | 1991. | 2001. | 2011. |
| ----- | ----- | ----- | ----- | ----- | ----- | ----- | ----- | ----- |
| 4.054 | 3.805 | 3.272 | 2.617 | 1.696 | 1.685 | 1.768 | 1.798 | 1.853 |